# (4602) Heudier
(4602) Heudier es un asteroide perteneciente al cinturón de asteroides, descubierto el 28 de octubre de 1986 por el equipo del Centro de Investigaciones en Geodinámica y Astrometría desde el Sitio de Observación de Calern, Caussols, Francia.

## Designación y nombre
Designado provisionalmente como 1986 UD3. Fue nombrado Heudier en honor del astrónomo francés Jean-Louis Heudier, que estaba encargado de las operaciones del telescopio Schmidt en Calern con el que se descubrió este objeto.

## Características orbitales
Heudier está situado a una distancia media del Sol de 2,618 ua, pudiendo alejarse hasta 3,054 ua y acercarse hasta 2,182 ua. Su excentricidad es 0,166 y la inclinación orbital 12,40 grados. Emplea 1547 días en completar una órbita alrededor del Sol.

## Características físicas
La magnitud absoluta de Heudier es 12,4. Tiene 8,101 km de diámetro y su albedo se estima en 0,309.